# Ферит-бей Вокопола
Ферит-бей Вокопола (алб. Ferit Bej Vokopola; 18 августа 1887, Берат — 28 июня 1969, Дуррес) — албанский политический и государственный деятель, поэт, публицист, переводчик, экономист. Мусульманский богослов, представитель суфизма, исламский философ.
Один из отцов-основателей современной Албании, подписант декларации независимости в 1912 году.

## Биография
Сын Мустафы бека Вокопола. Позже семья переехала в район Берата «Мурат Челеби», где его отец был мутасарифом в начале двадцатого века. В 1906 году он окончил гимназию Берата и учился в Стамбульском университете на право и экономику, где после 1908 года сотрудничал с газетами «Згжими» и «Башкими и комбит». В 1910 году он был назначен главным секретарем управления государственной собственности в Бишанаке, Фиери. В 1914 году повстанцы Восстания в Центральной Албании, когда они пошли в Берат, сожгли дом Вокопола, так как его отец был членом городского прихода.
Он был назначен главным секретарем министерства финансов в правительстве Исмаила Кемали, после 1914 года он был главным секретарем министерства мировых дел в правительстве Турхана паши Пермета. На Конгрессе Дурреса он был представителем Lushnja, он произнес вступительную речь и был избран секретарем.
В 1920 году был одним из организаторов конгресса лидеров албанских политических сил в Люшне, на котором был избран первым секретарём съезда. Автор слов гимна конгресса.
В 1923—1925 и в 1927—1928 годах он был министром сельского хозяйства и заместителем министра мировых дел, затем в 1928—1939 он был переизбран заместителем представителя префектуры Берат, где в 1928 г. был вице-президентом Учредительного собрания. В 1925 году он выступал в парламенте от столицы страны Тираны. В области законодательства Вокопола выделялся как один из основных законодателей парламента 20-х и 30-х годов. Он вместе с другими депутатами разработал и одобрил в парламенте Гражданский кодекс 1930-х годов.

## Научная деятельность
Сотрудничал со светской и религиозной прессой. Первым перевел Коран с английского на албанский язык. Разработал правила перевода Корана. Видный представитель исламского мистицизма в Албании в первой половине XX века. Специалист в области исследований персидского языка и культуры.
В сотрудничестве с Сали Вучитерни и другими он стал одним из главных организаторов создания мусульманской общины и внес значительный вклад в создание Общего медресе Тираны. Он был одним из соучредителей и в дальнейшем возглавил организацию «Божественный свет», к которой присоединились суфийские секты Рифаи, Кадири, Саадии и Тикшани, основанную 3 марта 1936 года как шейх секты Рифайи.
Одно из философских этюдов монографического характера Ферида Вокопола называлось «Распространение ислама». С религиозно-философскими оценками «Проблема Бога и дьявола», «Приговор судьбы» и «Нравственность и похоть масс». В этом самом известном журнале того времени он публиковал исследования и эссе в области истории искусства, такие как «Понимание искусства и его границ», «Писатели исламской литературы в Албании» и т. д. В июле 1942 г. в Тиране вышел культурно-религиозный журнал «Человек» («Njeriu»), редактором и руководителем которого был Ферид Вокопола.
После вторжения Италии в Албанию в 1939 году Вокопола отказался от политической жизни и государственного управления, полностью посвятив себя религиозной деятельности.
В этих условиях, овладев восточными языками, он предложил себя в Институт истории в качестве сотрудника, проведя свой преклонный возраст до своей смерти в 1969 году в качестве переводчика исторических документов времен Османской империи.